# Río Vigala
El río Vigala es un río del norte de Estonia que nace en el municipio de Tapa y fluye durante 95 km hasta desaguar en el río Kasari, el cual desemboca en el mar Báltico cerca del archipiélago de Moonsund. Su cuenca tiene una extensión de 1520 km¹.